# Artemidoro di Tarso
Artemidoro di Tarso (in greco Ἀρτεμίδωρος ; Tarso, I secolo a.C. – Alessandria, ...) è stato un grammatico greco antico.

## Biografia
Della sua biografia sappiamo solo che è citato da Strabone come una delle personalità importanti di Tarso, sicché se ne deduce che visse quantomeno nella prima metà del I secolo a.C.. 
Era noto come "Aristofaneo" (forse per la sua fedeltà ai metodi del grande bibliotecario alessandrino), ponendosi come un tardo epigono degli studi filologici alessandrini.

## Opere
Le sue opere, come del resto la maggior parte di quelle dei grammatici alessandrini, sono perdute, a partire da un trattato Sul dialetto dorico (Περὶ Δωρίδος) e un libro di lessico gastronomico (Ὀψαρτυτικαὶ γλῶσσαι), probabilmente particolarmente ricco di vocabolario comico.
Ciò per cui Artemidoro era noto era l’attività filologica sulla poesia ellenistica, che ebbe infatti inizio con lui, tanto che conosciamo un suo commento agli Aitia di Callimaco. Il culmine di questa attività fu la pubblicazione un'edizione dei poeti bucolici, probabilmente Teocrito in primo luogo, forse con Mosco e Bione di Smirne. Del resto, un'epigramma della Antologia Palatina a lui stesso attribuito lo afferma esplicitamenteː
ora in unico ovile è qui raccolta»
(trad. A. D'Andria)
Fu probabilmente questa edizione a segnare la ripresa della fortuna della poesia pastorale, conducendo Virgilio, che l'aveva sicuramente letta, a comporre le sue Bucoliche a imitazione di quelle teocritee.
In seguito, secondo Wilamowitz, Teone, figlio di Artemidoro e grammatico lui stesso, avrebbe separato l'edizione di Teocrito, corredandola di un commentario agli idilli sicuramente autentici e che funse da base per gli scolii medievali.